# Hieronymus Lindenmann
Hieronymus Lindenmann (* 10. Juni 1638 als Johann Lindenmann; † 13. Januar 1709) war 1691 Bibliothekar des Klosters St. Gallen.

## Leben und Wirken
Hieronymus stammte aus Goldach. 1652 ist er im Kloster St. Gallen bezeugt, wo er am 6. Mai 1655 die Profess ablegte. 1660 wurde er Subdiakon, 1661 Diakon. Anschliessend verliess er St. Gallen in Richtung Paris, um dort Jurisprudenz zu studieren.
Nach der Promotion am 18. Dezember 1663 war er Lehrer im Kloster Disentis, wo er 1668 zum Dekan ernannt wurde. Allerdings kehrte er noch im gleichen Jahr nach St. Gallen zurück, von wo aus er zusammen mit weiteren Konventualen zum Kloster Murbach aufbrach. Zurück in St. Gallen, wurde er 1672 Brüderinstruktor und Apostolischer Notar, 1674 Fraterinstruktor. Es folgte die Versetzung nach St. Johann. Ab 1683 war er wieder in St. Gallen und bekleidete verschiedene Klosterämter. Vom 17. März bis zum 27. November 1691 stand er der Stiftsbibliothek vor.